# Universität Foro Italico
Koordinaten: 41° 55′ 56″ N, 12° 27′ 30″ O
Die Universität Foro Italico (italienisch: Università degli Studi di Roma Foro Italico, auch Università di Roma 4) ist eine der vier staatlichen Universitäten der italienischen Hauptstadt Rom und die einzige staatliche Sporthochschule Italiens. Sie hat ihren Sitz im Sportkomplex des Foro Italico im Norden der Stadt, zwischen dem Tiber und dem Olympiastadion.
Bis 1998 trug die Hochschule die Bezeichnung Istituto Superiore di Educazione Fisica (ISEF), bis 2008 nannte sie sich auf Italienisch Istituto Universitario di Scienze Motorie und auf Englisch Italian University of Sport and Movement, beides als IUSM abgekürzt. Seit 2008 trägt sie den derzeitigen Namen.

## Geschichte
Seit der Einigung Italiens im Jahr 1861 gab es Versuche, die Ausbildung von Sportlehrern in staatlichen (Hoch-)Schulen für Leibeserziehung zu organisieren. Die verschiedenen Schulen wurden aber immer wieder geschlossen.
Die heutige Universität geht auf eine von der faschistischen Regierung im Jahr 1928 gegründete Akademie für Leibeserziehung für Männer zurück, und auf eine weitere für Frauen, die 1932 in Orvieto ihren Betrieb aufnahm. Die Ausbildung der Sportlehrer dauerte zunächst zwei Jahre, nach zwei weiteren Jahren konnte man einen sportwissenschaftlichen Abschluss erwerben. Später gab es dann eine einheitliche dreijährige Ausbildung. Für die Akademie in Rom errichtete die Regierung einen entsprechenden Gebäudekomplex und weitere Einrichtungen im heutigen Foro Italico. Nach dem Ende der faschistischen Regierung wurde die Akademie 1943 aufgelöst.
Da weiterhin ein Bedarf für eine Sporthochschule bestand, gründete die Republik Italien 1952 am selben Ort das Istituto Superiore di Educazione Fisica. Die Hochschulausbildung dauerte seinerzeit drei Jahre. 1958 wurden die akademischen Abschlüsse des ISEF denen der anderen staatlichen Hochschulen gleichgestellt (diploma universitario). In den folgenden Jahren entstanden weitere, dem Institut in Rom gleichgestellte ISEF in Turin (1959), Neapel und Bologna (1960), Florenz (1963), Mailand (1964), Palermo (1965), Urbino und Perugia (1967) sowie L’Aquila (1968) mit zahlreichen Außenstellen. 1998 wurden diese ISEF mit ihren sportwissenschaftlichen Studiengängen von Universitäten übernommen. Aus dem ISEF in Rom ging hingegen nach den genannten Namensänderungen die heutige zentrale und einzige staatliche Sporthochschule Italiens hervor. Die Universität Foro Italico hat Promotionsrecht (PhD in Human Movement and Sport Sciences).